# جوزيه إميليو فوينتيس فونسيكا
جوزيه إميليو فوينتيس فونسيكا هو نحات ورسام كوبي، ولد في 1974 في كوبا.